# Gerhard Schmidt
Gerhard Schmidt (11. květen 1924 Vídeň; † 3. duben 2010 Vídeň) byl rakouský historik umění, medievalista a univerzitní profesor dějin umění na univerzitách ve Vídni a v Cambridgi. Zabýval se zejména deskovou a knižní malbou středoevropské gotiky a přispěl mimo jiné k výzkumu českého gotického umění.

## Život
Schmidt se narodil jako syn vídeňského lékaře a učitelky. Koncem druhé světové války jako voják přeběhl k americké armádě. V roce 1946 začal studovat na univerzitě ve Vídni medicínu, roku 1947 přešel ke studiu archeologie a dějin umění, které roku 1951 ukončil disertací o francouzském gotickém reliéfu. Roku 1959 se na téže univerzitě habilitoval. V roce 1968 se stal profesorem, od roku 1973 byl členem Rakouské akademie věd. Po svém penzionování roku 1992 ještě přednášel na univerzitě v Cambridgi.
Spolupracoval s českými historiky umění (Jaroslav Pešina, Josef Krása, Karel Stejskal) a zasloužil se o výzkum české gotické malby i o zisky výtvarných děl do sbírek Národní galerie v Praze.
Schmidt je pohřben na hřbitově ve Vídni Heiligenstadtu.